# Václav Valeš (právník)
Václav Valeš (8. září 1979 – 5. ledna 2022) byl český právník a teolog, zabývající se zejména konfesním právem a dějinným vývojem vztahů státu a církve.
Působil jako odborný asistent na Katedře právních dějin Fakulty právnické Západočeské univerzity v Plzni. Zastupoval řeholní řády v medializovaných restitučních sporech.
S manželkou Jarmilou měl tři děti.
Na podzim roku 2021 vyšla jedna z jeho posledních knih, které si obzvlášť cenil a do níž dle jeho slov otiskl svoji pečeť. Deggendorf a jeho temná legenda je kniha o právních dějinách německého města, do kterého autor velice často a rád jezdíval. O Bavorsku připravoval další publikaci, kterou plánoval vydat v lednu roku 2022. Slovy autora: "V lásce k Bavorsku lze mou věrnost a snahu pokládat za příkladnou." 

## Z publikační činnosti
- Konfesní právo – průvodce studiem. Plzeň 2008.
- Restituce církevního majetku v České republice po roce 1989. Brno 2009.
- Zákon o majetkovém vyrovnání s církvemi a náboženskými společnostmi. Komentář. Praha 2013. (spoluautor Jakub Kříž)
- Bavorské dějiny státu a práva. Brno 2016.
- Bavorské dějiny státního práva církevního (od počátků křesťanství do roku 1945). Domažlice 2018.
- Mnichovská dohoda z roku 1619. In: Právněhistorické studie, Sv. 49/1 (2019), s. 63-76.
- Deggendorf a jeho temná legenda : historicko-právní studie. Červený Kostelec 2021. [8]